# Lotus 78
La Lotus 78 è una monoposto di Formula 1 progettata nel 1976 dalla Lotus Cars e che ha gareggiato nel mondiale 1977. Progettata da Colin Chapman, Peter Wright, Martin Ogilvie e Tony Rudd, è la prima vettura a effetto suolo ad avere gareggiato in Formula 1.

## Storia
La vettura fu pensata verso la metà del 1975, quando Chapman, proprietario del Team Lotus, incaricò un équipe di tecnici formata da Tony Rudd, dall'aerodinamico Peter Wright, dal telaista Ralph Bellamy e dal modellista Charles Prior di progettare una monoposto innovativa. L'idea di realizzare una vettura dotata di caratteristiche innovative venne allo stesso Colin Chapman a seguito di un test in galleria del vento ove un semiprofilo alare pare avesse dato risultati eccezionali in termini di carico verticale. Il gruppo di progettisti della Lotus iniziò quindi gli studi teorici per applicare ad una vettura un profilo alare sotto le fiancate al fine di ottenere una elevata depressione inferiore utile all'incremento dell'aderenza in curva, giungendo poi alla progettazione su carta, ed alla realizzazione di un modello in scala 1:25 di una monoposto assolutamente diversa nella concezione rispetto alle vetture di Formula 1 viste in pista fino a quel momento. La sperimentazione venne svolta in una galleria del vento dell'Imperial College London con un tappeto mobile che simulava la pista.

## Tecnica
Rudd e Wright, durante la loro esperienza alla BRM a fine anni '60, fecero degli studi sull'installazione di profili alari laterali su una BRM P126 che non si concretizzarono a causa dei metodi di sperimentazione inesatti e della situazione organizzativa del team.
La Lotus 78 adottò alcune soluzioni intraprese sulla Lotus 72, come la forma a cuneo e il layout interno. Il telaio in monoscocca di alluminio e nido d'ape fu sviluppato da quello della Lotus 77 e la carrozzeria era realizzata in fibra di vetro con rinforzi in alluminio. I radiatori erano stati spostati nella parte superiore delle pance e i serbatoi sono stati divisi in tre, uno dietro al pilota e due a metà delle pance.
Il gruppo tecnico alle dipendenze di Chapman disegnò una vettura dotata di pance laterali conformate, nella parte inferiore, come un'ala (da qui il nome wing cars, ossia stringendo il passaggio dell'aria fino a circa metà della lunghezza dell'auto, per poi gradualmente incrementare l'apertura nella zona delle ruote posteriori. Di conseguenza, la Lotus denominata in seguito "modello 78" presentava due condotti destinati all'effetto suolo, rispettivamente uno per ciascuna delle pance laterali, architettura resa possibile allocando i radiatori ed i serbatoi in modo tale da garantire più spazio possibile nella zona inferiore delle fiancate, dirigendo il flusso dell'aria calda smaltita dai radiatori verso l'alto per non disturbare la zona destinata alla depressione. Durante la sperimentazione in galleria del vento Wright osservò che all'aumentare della velocità la vettura si abbassava a causa dell'elevato carico aerodinamico generato dai canali sagomati e che all'aumentare dell'abbassamento aumentava anche il carico aerodinamico generato. Aggiungendo dei pannelli di cartone tra le estremità delle pance e il suolo il carico aerodinamico raddoppiò. Peter Wright, sulla falsariga di quanto sperimentato da Jim Hall sulla Chaparral 2J, dotò le estremità laterali delle pance della 78 con delle minigonne a spazzola, formate da una sorta di pettine in materiale plastico flessibile (nylon) che cercasse di seguire il più possibile il profilo dell'asfalto sfiorandolo per sigillare le fiancate ed evitare perdite di carico aerodinamico, ritenendo al momento ancora prematuro il passaggio alle minigonne in materiale rigido, non avendo trovato una lega metallica od una resina plastica adatte allo scopo.
Mentre sulla carta tutto sembrava funzionare al meglio, una volta scesa in pista sul finire del 1976, la Lotus 78 iniziò a denotare dei problemi apparentemente di poco conto, che però portarono Colin Chapman alla decisione di procrastinare alla stagione 1977 il debutto in gara, con la convinzione che, una volta risolti i problemi di gioventù, avrebbe avuto in mano una monoposto rivoluzionaria e difficile da battere. Sostanzialmente, a creare difficoltà erano due problematiche, una di natura dinamica ed una correlata alla scelta dei materiali:
- La macchina, strutturata con due grandi pance laterali con i radiatori nella parte superiore e con una sezione frontale piuttosto stretta, soffriva all'inizio di una certa instabilità dovuta al baricentro piuttosto alto, problema risolto nel tempo con parecchie migliorie sulla distribuzione dei pesi della vettura, quasi i tecnici avessero ritenuto di puntare moltissimo sulle potenzialità dell'effetto suolo ritenendolo più importante rispetto all'equilibrio meccanico dell'intera auto;
- Le minigonne “a spazzola” in nylon, teoricamente in grado di solcare con facilità qualsiasi asfalto, diedero sin dall'inizio problemi in quanto, a velocità elevata, essendo troppo flessibili venivano deformate dalla forza dell'aria in maniera tale da rendere nullo il sigillo aerodinamico e vanificando la "chiusura" del condotto in depressione. L'esperienza maturata durante la numerose prove fece sì che Colin Chapman decidesse per l'adozione di bandelle rigide in materiale ceramico, associate a delle molle di precarico che risolsero definitivamente il problema della sigillatura del fondo e facendo in modo che la Lotus 78 divenisse finalmente una vettura vincente.

Dopo i primi test venne rilevato che la zona di bassa pressione sotto la vettura era in posizione troppo avanzata, per cui fu necessario introdurre un'ala posteriore di dimensioni maggiori che causava elevata resistenza aerodinamica soprattutto ad alte velocità. Un altro problema riguardava le sospensioni posteriori, che essendo direttamente investite dal flusso d'aria in uscita dalle pance causavano instabilità.
Con le minigonne in materiale ceramico molto duro, venivano meno anche i dubbi sulla resistenza delle stesse all'attrito durante l'arco di una gara, inducendo ad una fiducia sempre crescente i piloti Mario Andretti e Gunnar Nilsson.

## Le stagioni

### 1977
Mario Andretti fece pressioni affinché la Lotus 78 debuttasse già nelle ultime gare della stagione 1976 ma Colin Chapman, complice una serie di problemi di affidabilità, rifiutò per evitare di esporre l'innovazione ad altre squadre.
La Lotus 78 debuttò al Gran Premio di Argentina. Nel campionato 1977 la vettura presentò problemi di scarsa affidabilità dovuti soprattutto al motore Ford Cosworth DFV, infatti ci furono 7 ritiri che relegarono Andretti al terzo posto nella classifica piloti dietro a Niki Lauda e Jody Scheckter nonostante 4 vittorie ed altrettanti piazzamenti; un'ulteriore vittoria fu ottenuta da Nilsson al Gran Premio del Belgio. A partire dal Gran Premio d'Italia la Lotus 78 venne dotata di un nuovo alettone posteriore con migliori prestazioni aerodinamiche.

### 1978
L'anno successivo, il 1978, la vettura non deluse le aspettative: disputò le prime 6 gare ottenendo 2 vittorie, due secondi posti, tre pole position ed altri piazzamenti a punti nelle mani di Mario Andretti e Ronnie Peterson, prima di venire sostituita a partire dal Gran Premio del Belgio dalla Lotus 79, dapprima affidata ad Andretti e dal successivo Gran Premio di Spagna anche a Peterson. Al Gran Premio d'Italia Peterson utilizzò nuovamente la Lotus 78 dopo che la sua Lotus 79 venne danneggiata durante le prove libere. Mentre il suo compagno di squadra Andretti conquistò la pole position, Peterson si qualificò quinto. Alla partenza della gara Peterson fu coinvolto in un incidente che portò la sua Lotus 78 contro le barriere e che causò la morte del pilota il giorno successivo.
Per la stagione 1978 Héctor Rebaque acquistò tre Lotus 78 e le utilizzò nella stagione della propria squadra, la Rebaque, ottenendo come miglior piazzamento nonché unico arrivo a punti un sesto posto al Gran Premio di Germania.

## Risultati completi in Formula 1
| Anno | Team       | Motore               | Gomme | Piloti   |     |     |     |   |   |     |     |    |   |    |     |     |     |     |     |     |     | Punti | Pos. |
| ---- | ---------- | -------------------- | ----- | -------- | --- | --- | --- | - | - | --- | --- | -- | - | -- | --- | --- | --- | --- | --- | --- | --- | ----- | ---- |
| 1977 | Team Lotus | Ford Cosworth DFV V8 | G     | Andretti | 5   | Rit | Rit | 1 | 1 | 5   | Rit | 6  | 1 | 14 | Rit | Rit | Rit | 1   | Rit | 9   | Rit | 62    | 2º   |
| 1977 | Team Lotus | Ford Cosworth DFV V8 | G     | Nilsson  | DNS | 5   | 12  | 8 | 5 | Rit | 1   | 19 | 4 |    | Rit | Rit | Rit | Rit | Rit | Rit | Rit | 62    | 2º   |

| Anno | Team               | Motore               | Gomme | Piloti   |    |     |    |     |     |     |     |    |    |     |   |     |    |     |     |    | Punti | Pos. |
| ---- | ------------------ | -------------------- | ----- | -------- | -- | --- | -- | --- | --- | --- | --- | -- | -- | --- | - | --- | -- | --- | --- | -- | ----- | ---- |
| 1978 | Team Lotus/Rebaque | Ford Cosworth DFV V8 | G     | Andretti | 1  | 4   | 7  | 2   | 11  |     |     |    |    |     |   |     |    |     |     |    | 86    | 1º   |
| 1978 | Team Lotus/Rebaque | Ford Cosworth DFV V8 | G     | Peterson | 5  | Rit | 1  | 4   | Rit | 2   |     |    |    |     |   |     |    | Rit |     |    | 86    | 1º   |
| 1978 | Team Lotus/Rebaque | Ford Cosworth DFV V8 | G     | Rebaque  | NQ | Rit | 10 | NPQ | NPQ | NPQ | Rit | 12 | NQ | Rit | 6 | Rit | 11 | NQ  | Rit | NQ | 86    | 1º   |

| Legenda | 1º posto     | 2º posto | 3º posto    | A punti         | Senza punti/Non class.  | Grassetto – Pole position Corsivo – Giro più veloce |
| Legenda | Squalificato | Ritirato | Non partito | Non qualificato | Solo prove/Terzo pilota | Grassetto – Pole position Corsivo – Giro più veloce |